# کالوکان
کلوکلن (به فیلیپینی: Lungsod ng Caloocan) در کلانشهر مانیل، فیلیپین واقع شده‌است.